# سهره چهچهه‌زن ابروزنگاری
سهره چهچهه‌زن ابروزنگاری (نام علمی: Poospiza erythrophrys) نام یک گونه از سرده سهره چهچهه‌زن است.